# Дубравка Ораич-Толич
Дубравка Ораич-Толич (на хърватски: Dubravka Oraić-Tolić) е хърватска литературна теоретичка академик, преводачка, поетеса и писателка.

## Биография и творчество
Дубравка Ораич-Толич е родена на 1 август 1943 г. в Славонски брод, Хърватия, Югославия.
Следва философия и руски език и литература във Философския факултет на Загребския университет в периода 1962 – 1966 г. и във Виенския университет в периода 1967 – 1969 г., където получава магистърска степен с дипломна работа за творчеството на Антун Густав Матош. Получава докторска степен с дисертация на тема „Цитиране. Универсални типове и исторически модели“.
В периода 1971 – 1998 г. работи в Катедрата по литературознание на Философския факултет на Загребския университет. През 1997 г. е избрана за редовен професор в катедра „Славянски езици и литература“, а от 2004 г. в катедра „Източнославянски езици и литература“. Била е гост-професор в университетите в Мюнхен (1992) и Гьотинген (2007). От 15 май 2014 г. е редовен член на Хърватската академия на науките и изкуствата.
Първата ѝ книга, стихосбирката „Oči bez domovine“ (Бездомни очи), е издадена през 1969 г.
През 2012 г. получава национална награда за постижения в областта на хуманитарните науки, а през 2013 г. наградата на Хърватската академия на науките и изкуствата за най-високи научни и художествени постижения в Република Хърватия за книгата „Академично писмо: Стратегии и техники на класическата реторика за съвременни студенти“. През 2016 г. получава наградата „Йосип и Иван Козарац“ за цялостно си творчество.
В живота си тя е особено привързана към Винковци. През 1992 г., по време на войната, тя е сред многото културни работници, които идват от Загреб във Винковци, който е пряко застрашен от войната, и донася дарение от книги за Винковската библиотека за мир.
Превежда на хърватски романа „Петербург“ от Андрей Бели, трилогията от Валентин Катаев „Трева на забравата“, стихосбирките „Труба Гуль-муллы“ и „Зангези“ от Велимир Хлебников.
През 1965 г. се омъжва за хърватския публицист и дипломат Бенямин Толич. Майка е на Иво Толич, един от водещите 40 биолога в света, служител на Института „Макс Планк“ и Института „Руджер Бошкович“.
Дубравка Ораич-Толич живее със семейството си в Загреб.

## Произведения

### Поезия
- Oči bez domovine (1969)
- Urlik Amerike (1981)
- Palindromska apokalipsa (1993)
- Doživljaji Karla Maloga (2018)

### Документалистика
- Muška moderna i ženska postmoderna: rođenje virtualne kulture (2005)
- Akademsko pismo: strategije i tehnike klasične retorike za suvremene studentice i studente (2011) – награда на Хърватската академия на науките и изкуствата
- Čitanja Matoša (2013) – за поета Антун Густав Матош
- Peto evanđelje: Sedam dana u Svetoj Zemlji (2016) – пътепис за посещение на библейските места и Израел

### Научни трудове
- Pejzaž u djelima Antuna Gustava Matoša (1980)
- Teorija citatnosti (1990)
- Citatnost u književnosti, umjetnosti i kulturi (2019)